# 寒川町コミュニティバス
寒川町コミュニティバス もくせい号（さむかわまちコミュニティバスもくせいごう）は、神奈川県高座郡寒川町のコミュニティバス。寒川町から神奈川中央交通（平塚営業所）と有限会社香川第一交通に管理委託した上で運行されている。

## 概要
寒川町では、町の北部と南部でバスの運行本数の偏りがあり、北部への路線（相模線の線路を渡り宮山、小谷、倉見方面へ行く路線）では1時間当たりの運行本数が少なかった。
当時、大曲や田端など南部を通る寒川神社行き・西一之宮行き（現在では寒川駅南口行き）が1時間当たり3 - 5本と多く、倉見を経由する長後駅西口行き（2004年廃止）や岡田方面の文教大学行は1時間当たり1, 2本であった。
そこで、一般路線の本数が少ない北部を中心にコミュニティバスを走らせることとなり、2003年より試験運行を開始している。

## 運行内容
- 運賃 -（運行当初～2014年9月30日）100円均一（未就学児は無料）（同年10月6日～）中学生以上150円、小学生・障害者は100円
定期券、回数券、PASMO、Suicaでの利用は不可。
寒川駅をまたいで乗車する場合、乗り継ぎ券を発行。
- 運休日 - 年末年始（12月29日 - 1月3日）[1]

## 現行路線

### 倉見大村ルート
- 寒川駅→寒川町役場→ふれあいセンター前→中倉見→倉見駅→宮山駅→参道→寒川駅
  - 午前5便、午後7便の一日計12便運行。

### 東ルート
- 寒川駅→寒川町役場→福泉寺入口→ふれあいセンター前→念宗寺入口→小谷→県営住宅→青少年広場→越の山公園南→寒川駅
  - 午前5便、午後6便の一日計11便運行。

### 南ルート
- 寒川駅→一之宮→尾崎戸→西一之宮→鷹匠橋→寒川駅南口→寒川駅
  - 午前2便、午後2便の一日計4便運行。

## 休止路線

### 北ルート
- 寒川駅→新仲通り商店街→宮山緑地→寒川神社→旭が丘中学校入口→才戸第二→行安寺→倉見駅→宮山駅→参道→寒川駅
  - 午前5便、午後6便の一日計11便運行していた。海老名駅～寒川駅線（海73/綾73）の路線バス実証運行に伴い、2014年10月1日から運行を休止している。[2]。

## 車両
東ルートは、三菱ふそうの小型ノンステップバス「エアロミディ」(三菱KK-ME17DF・車体色はブルー)、南ルートおよび倉見大村ルートは、トヨタ・ハイエースコミューター（8人乗り）によって運行される。車番はひ0166 - ひ0168・ひ0171・ひ0172の5台。その内2台は、海老名駅～寒川駅線の実証運行用に使用されている。後に海老名駅～寒川駅線の実証運行用の車両は神奈中一般塗装へ変更されている。
諸事情で三菱車が運用につけない場合や、寒川神社周辺の渋滞遅延対策での予備車を運行する場合は、「日野・リエッセ」（日野KC-RX4JFAA・車体色はブルー）によって運行されることもある。この場合、ツーステップバスのため車椅子での乗降ができない。（方向幕は「神奈川中央交通」で代用）